# أديليدا مارتينيز أغيلار
أديليدا مارتينيز أغيلار (بالإسبانية: Adelaida Martínez Aguilar)‏ هي كاتِبة وشاعرة مكسيكية، (ولدت في Santiago Ixcuintla ‏ في المكسيك 1870  م).